# Ellen Foley
Ellen Foley (* 5. června 1951, St. Louis, Missouri, USA) je americká zpěvačka a herečka. Hrála například v seriálu Night Court. Jako zpěvačka spolupracovala například s Meat Loafem nebo punk rockovou skupinou The Clash. Celkem vydala tři sólová studiová alba. Hrála také ve filmu Vlasy (Hair) Miloše Formana.